# Новый Усур
Новый Усур (Ново-Усур) — село в Дагестане, анклав Ахтынского района на территории Магарамкентского района. Входит в Луткунский сельсовет.

## География
Новый Усур расположен на юге Дагестана, у федеральной автомагистрали Ростов-Баку (М-29). В 20 километрах от границы с Азербайджанской Республикой. Близлежащие сёла — Гапцах и Герейхановское.

## История
Жители села раньше жили в селе Усур, располагавшемся высоко в горах Ахтынского района, выше села Луткун, на южном склоне Самурского хребта. Однако, после произошедшего в 1966 году землетрясения, как и жители многих других аулов, усурцы переселились на равнину, в Магарамкентский район, и образовали село Новый Усур.

## Население
| 1989 | 2002 | 2010 | 2021 |
| ---- | ---- | ---- | ---- |
| 558  | ↗913 | ↘910 | ↗952 |

По национальности лезгины. По вероисповеданию мусульмане-сунниты. 

В 1886 году в старом селе Усур проживало 390 человек. В селе выделен ким (сельский форум), реликвией которого является камень из бывшего кима заброшенного селения Гра. Помимо усурцев в селе живут переселенцы из села Хюрехюр Курахского района.

## Экономика
Основой экономики села является сельское хозяйство, главным образом, земледелие. Функционирует Сельскохозяйственный производственный кооператив «Умуд-5».